# Аргентеус
Аргентеус, або аргентей (лат. argenteus), — римська срібна монета. Почали її карбувати у 294 році під час грошової реформи Діоклетіана (284—305) як заміну срібному денарію який був у оббігк з кінця III століття до н.е..

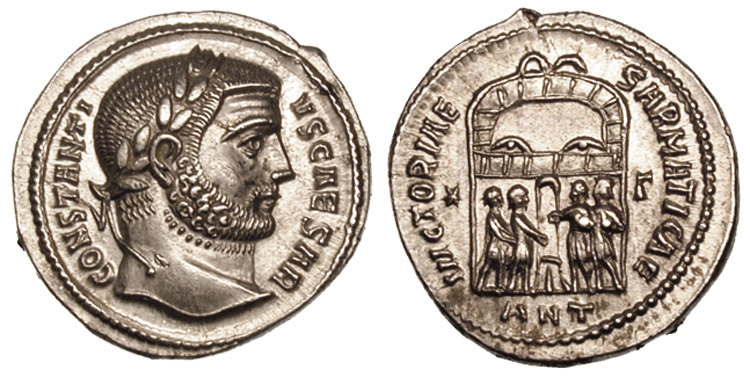
На реверсі Аргентеуса карбованого в Антіохії за часів цезара Констанція I Хлора зображено перемогу тетрархії над сарматами

Законом було визначено його вагу — 1/96 римського фунта (лібри) = 3.41 гр. Однак в основному їх карбували дещо легшими. Спочатку відповідали 25 аргентеусів одному ауреусі. 1 Аргентеус відповідав 8 Фолісам.
У 320 при Костянтині Великому було замінено Аргентеус на Силікву.